# Црни Луг (Клина)
Црни Луг (алб. Carrallukë) је насеље у општини Клина, Косово и Метохија, Република Србија.

## Становништво
| Демографија | Демографија | Демографија |
| Година      | Становника  | Становника  |
| ----------- | ----------- | ----------- |
| 1948.       | 601         |             |
| 1953.       | 636         |             |
| 1961.       | 769         |             |
| 1971.       | 1.111       |             |
| 1981.       | 1.541       |             |
| 1991.       | 2.049       |             |